# 'Uiha
'Uiha è un'isola ed un distretto delle Tonga della divisione di Haʻapai con 553 abitanti (censimento 2021).

## Località
Di seguito l'elenco dei villaggi del distretto:
- 'Uiha - 285 abitanti
- Felemea - 140 abitanti
- Lofanga - 128 abitanti

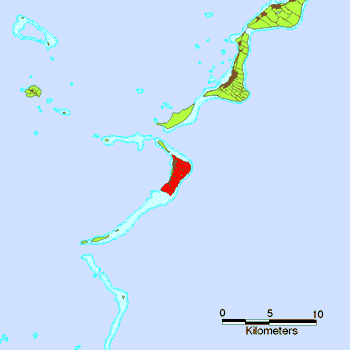
La posizione di 'Uiha nell'arcipelago Ha'apai.